# Zehava Ben

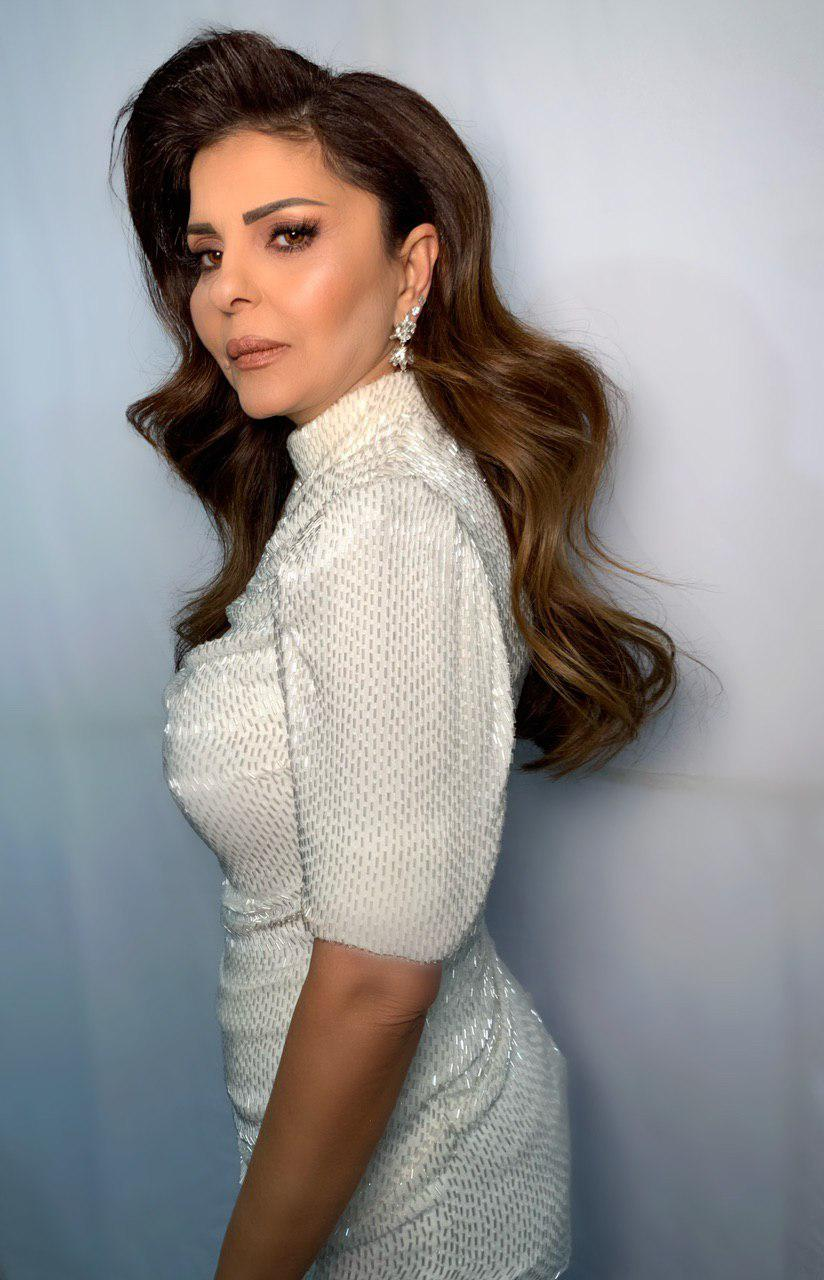
Zehava Ben

Zehava Ben (Hebreeuws: זהבה בן) (Beër Sjeva, 8 november 1968) is een Israëlische zangeres. Haar muziek valt onder het muziekgenre muzika mizrahit, ofwel 'oriëntaalse' muziek.
Zij is een van de meest populaire zangeressen van Israël. Ze werd geboren in een arme achterstandswijk in Beër Sjeva, de hoofdstad van Zuid-Israël (Negev). Ze is vooral bekend vanwege haar Mizrachi-zangstijl met een "versierde" vocale presentatie. Zij zingt vaak in een Turkse stijl die populair was in het Midden-Oosten van de jaren 1990. Ze werd bekend in 1990 toen de titelsong van een film waarin zij acteerde een grote hit werd in Israël. De film Tipat mazal (vertaling: 'een klein beetje geluk'), was erg populair bij met name immigranten uit Azië en Noord-Afrika.
Zehava is trots op haar Marokkaanse achtergrond, en dat is terug te horen in veel van haar muziek. Ze heeft opgetreden in veel muziekfestivals buiten Israël, onder andere in Zweden en Frankrijk. Ook is Zehava zelfs populair in andere landen in het Midden-Oosten, terwijl haar muziek daar is verboden vanwege de Israëlische origine.
In de Israëlische verkiezingen van 1996 zong Ben het campagnelied van de links-liberale Meretz-partij. Dit nummer, "Shir lashalom" (vertaling: 'lied voor de vrede') werd een grote hit in Israël.
Een ander bekend nummer is "Ma Yihye" (vertaling: 'wat zal zijn') uit 1994 dat in de bekende Buddha-Bar collectie is opgenomen.
In 2005 deed Zehava Ben met het nummer "Peace and Love" mee aan de Kdam Eurovision, de Israëlische voorronde voor het Eurovisiesongfestival. Ze werd tweede, na de winnares Shiri Maymon.

## Platen
- 1999: Best of Zehava Ben
- 2000: Arabic Songs
- 2000: Crying Rain
- 2000: Stop the World
- 2000: What Kind of World
- 2000: White Stork
- 2000: Super Gold
- 2001: Coming Home
- 2001: Real King
- 2001: To Be Human
- 2002: Melech Amiti (A Real King)
- 2003: Beit Avi (My Father's House)
- 2003: Laroz Variations
- 2003: My Father's House
- 2003: Looking Forward
- 2003: To Be a Man
- 2004: Zehava Ben
- 2005: Sings Arabic vol. 1
- 2005: Sings Arabic vol. 2
- 2005: Children's Songs
- 2006: The Best of Zehava Ben
- 2008: Going with the Light
- 2009: The Best of the Best
- 2011: Nights at Home